# BNP Paribas de Nouvelle-Calédonie
BNP Paribas de Nouvelle-Calédonie, известный также под названием Internationaux de Nouvelle-Calédonie — профессиональный мужской теннисный турнир, проводящийся с 2004 года на кортах с твёрдым покрытием города Нумеа, столицы Новой Каледонии. Турнир входит в мировой тур ATP Challenger и проводится ежегодно в первых числах января.
Основная сетка одиночного турнира включает в себя 32 спортсмена, из них 8 получают при жеребьёвке посев, а 4 предварительно проходят квалификацию. В парном разряде принимают участие 16 пар теннисистов, из которых 4 сеяные; квалификационный раунд в парном турнире не предусмотрен.

## Победители и финалисты
В 2018 году призовой фонд турнира составил 75 000 долларов. Победитель одиночного турнира получает 100 очков в рейтинге АТР и 10 800 долларов призовых. Победители в парном разряде получают 90 очков и 10 800 долларов.
Более одного раза одиночный турнир выигрывали лишь два француза — Адриан Маннарино (3 титула) и Жиль Симон (2). В парном разряде по две победы в соревновании одерживали австралиец Стивен Хасс, а также американцы Остин Крайчек и Теннис Сандгрен.
| Год  | Победитель       | Финалист                 | Счёт               |
| ---- | ---------------- | ------------------------ | ------------------ |
| 2004 | Гильермо Каньяс  | Тодд Рид                 | 6-4, 6-3           |
| 2005 | Жиль Симон       | Бьорн Фау                | 6-3, 6-0           |
| 2006 | Жиль Симон       | Рик Де Вуст              | 6-2, 5-7, 6-2      |
| 2007 | Майкл Расселл    | Дэвид Гез                | 6-0, 6-1           |
| 2008 | Флавио Чиполла   | Штефан Боли              | 6-4, 7-5           |
| 2009 | Брендан Эванс    | Флориан Майер            | 4-6, 6-3, 6-4      |
| 2010 | Флориан Майер    | Флавио Чиполла           | 6-3, 6-0           |
| 2011 | Венсан Мийо      | Жиль Мюллер              | 7-6(8-6), 2-6, 6-4 |
| 2012 | Жереми Шарди     | Адриан Менендес-Масейрас | 6-4, 6-3           |
| 2013 | Адриан Маннарино | Андрей Мартин            | 6-4, 6-3           |
| 2014 | Алехандро Фалья  | Стивен Диез              | 6-2, 6-2           |
| 2015 | Стив Дарси       | Адриан Менендес-Масейрас | 6-3, 6-2           |
| 2016 | Адриан Маннарино | Алехандро Фалья          | 5-7, 6-2, 6-2      |
| 2017 | Адриан Маннарино | Никола Милоевич          | 6-3, 7-5           |
| 2018 | Ноа Рубин        | Тейлор Фриц              | 7-5, 6-4           |

| Год  | Победитель                          | Финалист                                    | Счёт                       |
| ---- | ----------------------------------- | ------------------------------------------- | -------------------------- |
| 2004 | Стивен Хасс Эшли Фишер              | Люк Буржуа Винс Меллино                     | 3-6, 6-4, 6-4              |
| 2005 | Стивен Хасс Уэсли Муди              | Жером Гольмар Харел Леви                    | 6-3, 6-0                   |
| 2006 | Александр Богомолов Тодд Уидом      | Ларс Бургсмюллер Денис Гремельмайр          | 3-6, 6-2, [10-6]           |
| 2007 | Алекс Кузнецов Филипп Симмондс      | Тьерри Ассьон Эдуар Роже-Васслен            | 7-6(7-5), 6-3              |
| 2008 | Флавио Чиполла Симоне Ваньоцци      | Ян Мертль Мартин Сланар                     | 6-4, 6-4                   |
| 2009 | Финал отменён из-за дождя           | Финал отменён из-за дождя                   | Финал отменён из-за дождя  |
| 2010 | Эдуар Роже-Васслен Николя Девильде  | Флавио Чиполла Симоне Ваньоцци              | 5-7, 6-2, [10-6]           |
| 2011 | Доминик Мефферт Фредерик Нильсен    | Флавио Чиполла Симоне Ваньоцци              | 7-6(7-4), 5-7, [10-5]      |
| 2012 | Санчай Ративатана Сончат Ративатана | Алекс Мишон Гийом Рюфен                     | 6-0, 6-4                   |
| 2013 | Сэмюэль Грот Тосихиде Мацуи         | Артём Ситак Хосе Рубин Стейтем              | 7-6(8-6), 1-6, [10-4]      |
| 2014 | Остин Крайчек Теннис Сандгрен       | Анте Павич Блаж Рола                        | 7-6(7-4), 6-3              |
| 2015 | Остин Крайчек Теннис Сандгрен       | Жермер Дженкинс Брэдли Клан                 | 7-6(7-2), 6-7(5-7), [10-5] |
| 2016 | Жюльен Беннето Эдуар Роже-Васслен   | Грегуар Баррере Тристан Ламазин             | 7-6(7-4), 3-6, [10-5]      |
| 2017 | Квентин Гали Тристан Ламазин        | Адриан Менендес-Масейрас Стефано Наполитано | 7-6(11-9), 6-1             |
| 2018 | Юго Нис Тим Пюц                     | Алехандро Гонсалес Хауме Мунар              | 6-2, 6-2                   |